# Tropical Rainfall Measuring Mission
Tropical Rainfall Measuring Mission (en français : Mission de mesure des précipitations tropicales), ou TRMM, est la première mission spatiale conjointe des agences spatiales américaine (NASA) et japonaise (NASDA, puis JAXA). Son objectif est d'étudier les précipitations tropicales et subtropicales qui représentent les deux tiers des précipitations terrestres. Il s'agit du premier satellite entièrement destiné à la mesure des précipitations. TRMM recueille initialement des données pour le programme de recherche à long terme destiné à modéliser les processus climatiques globaux. Mais il se révèle rapidement indispensable pour les prévisions météorologiques. Le satellite est lancé le 27 novembre 1997 depuis la base de lancement de Tanegashima, au Japon, pour une durée initiale de trois ans. La qualité des données recueillies et le caractère unique de l'engin spatial qui emporte pour la première fois dans l'espace un radar météorologique entraînent plusieurs prolongements de sa mission. Ayant épuisé les ergols indispensables pour maintenir son orbite, la NASA met fin à sa mission en avril 2015, soit dix-sept ans après le lancement et le satellite se désintègre dans l'atmosphère terrestre le 16 juin 2015. Son successeur, le satellite Global Precipitation Measurement Core Observatory (GPM Core Observatory), qui est développé par la NASA et la JAXA, est lancé en 2014.

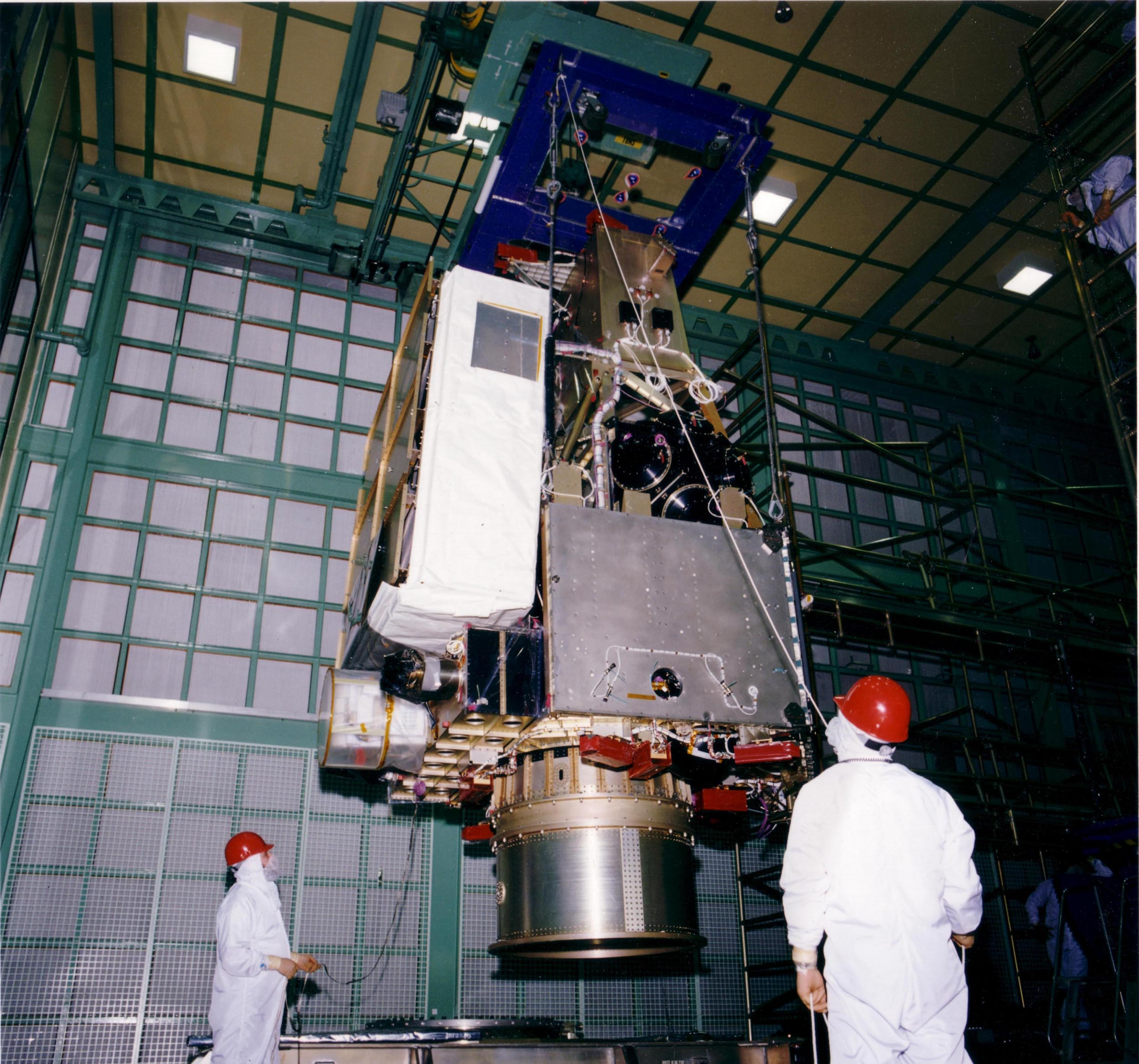
TRMM en fin d'assemblage au centre de vol spatial Goddard.

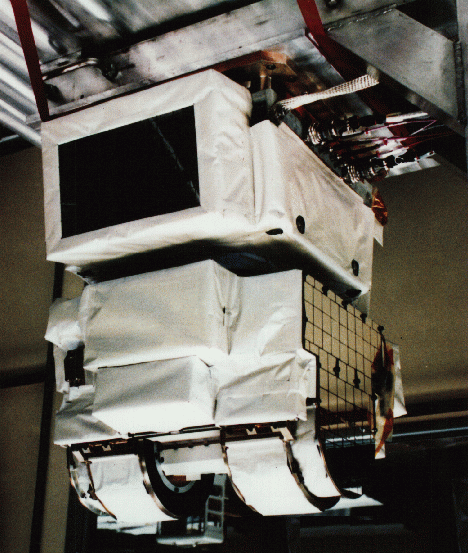
Instrument CERES.

Le satellite, d'une masse initiale de 3 620 kg, circule sur une orbite terrestre basse circulaire (350 puis 400 km à partir de 2001) avec une inclinaison faible de 35,0° adaptée aux objectifs de la mission. Outre le radar le satellite dispose d'un imageur micro-ondes très performant venant compléter le radar pour la collecte des données sur les précipitations. Trois autres instruments — un détecteur de foudre, un capteur de l'infrarouge et en lumière visible ainsi qu'un instrument mesurant l'énergie reçue et irradiée par la Terre — permettent de recueillir des informations supplémentaires sur les événements météorologiques, le climat et le cycle de l'eau.

## Contexte et historique du projet
L'idée de mesurer les précipitations depuis l'espace avec une combinaison d'instruments passifs et actifs est apparue au Japon à la fin des années 1970 et aux États-Unis au début des années 1980. En 1978, le Laboratoire de recherche sur les télécommunications (CRL) de Tokyo commence à travailler sur un radar météorologique pour mise en œuvre depuis un satellite. En septembre 1984, une équipe du centre de vol spatial Goddard de la NASA propose de développer une mission baptisée Tropical Rain Measuring Mission (TRMM) à laquelle le CRL s'associe peu après.

### Définition du projet
En 1985, la NASA propose à l'Agence spatiale de développement spatial du Japon (National Space Development Agency of Japan - NASDA) et au CRL de construire ensemble le satellite projeté : un des initiateurs du projet est la météorologue Joanne Simpson. L'objectif principal est d'améliorer les modèles climatiques et ainsi d'affiner les prévisions météorologiques. Les cinq instruments qui doivent équiper TRMM sont, outre le radar bi-fréquence, un capteur (scanner) micro-ondes passif multi-canaux à double polarisation analogue à SSM/I, un radiomètre à simple fréquence, un capteur (scanner) visible et infrarouge similaire à l'instrument AVHRR. L'accord entre les deux agences spatiales est formalisé en 1988 puis le projet est approuvé et l'année suivante les études techniques commencent. Le Japon fournit le lanceur H-II et le radar météorologique tandis que les États-Unis développent la plate-forme du satellite ainsi que les quatre autres instruments.

### Développement du satellite
De 1988 à 1993, les caractéristiques du satellite sont mises au point. Le radar est testé lors de campagnes aéroportées. Plusieurs orbites sont étudiées. Une orbite terrestre basse circulaire de 350 km, avec une inclinaison faible de 35,0°, est retenue car elle est la mieux adaptée aux objectifs du programme et au fonctionnement du radar. En 1993, la construction du satellite débute tandis que les équipes scientifiques chargées d'analyser les données sont sélectionnées en 1994. Une équipe constituée de responsables scientifiques des deux pays participants est formée pour assurer la coordination des travaux.

## Objectifs
La mesure temporelle et spatiale des variations des précipitations est essentielle à la compréhension des phénomènes météorologiques mondiaux. Le but de TRMM est de constituer une banque de données étendue sur la distribution de la pluie et les échanges de chaleur latente au-dessus d'un territoire compris entre les latitudes 35° N and 35° S. Cette région de la planète est surtout occupée par les océans et est donc pauvre en données de surface et de radiosondage. Les données, que doit recueillir TRMM, sont essentielles pour la compréhension du climat tropical et son évolution. Les recherches de TRMM portent sur la distribution des précipitations, de leur intensité, de la répartition entre pluie convective (orage) et stratiforme (continue), de la structure verticale des hydrométéores, de sa distribution temporelle (nuit versus jour) et des influences marines et orographiques. Le programme TRMM vise à mieux connaître des phénomènes comme les cyclones tropicaux, l'ENSO, la mousson, l'oscillation de Madden-Julian et l'oscillation inter-saisonnière.
La mission spatiale de TRMM fait partie du programme Earth Observing System qui regroupe un ensemble de satellites de la NASA chargés de collecter des données sur de longues périodes portant sur la surface de la Terre, la biosphère, l'atmosphère terrestre et les océans de la Terre.

## Caractéristiques techniques
TRMM est un satellite conçu pour fonctionner au minimum 3 ans et 2 mois. Il est stabilisé 3 axes. Sa masse totale est de 3 620 kg dont 800 kg d'ergols et ses dimensions sont approximativement de 5,1 x 3,7 m x 3,7 mètres. L'envergure hors tout avec les panneaux solaires déployés est de 14,6 mètres.

### Plate-forme
La plate-forme utilisée pour déterminer son orientation avec des senseurs de Terre ESA (Earth Sensor Assembly), solaires DSS (Digital Sun Sensors) et solaires CSS (Coarse Sun Sensors), un magnétomètre tri-axial TAM (Three-Axis Magnetometer), et des gyroscopes. Les modifications d'orientation sont effectuées à l'aide de trois magnéto-coupleurs MTB (Magnetic Torquer Bars) et d'une ensemble de roues de réaction. L'orientation du satellite est déterminée avec une précision de 0,18°. TRMM utilise pour son énergie deux ensembles de panneaux solaires qui fournissent 1 100 watts (en moyenne 850 watts). Les communications avec les stations terriennes se font en bande S via les satellites relais TDRS de la NASA. Le débit  pour les liaisons descendantes est de 170 kilobits/s en temps réel et de 2 mégabits/s lorsque les données envoyées sont au préalable stockées. 

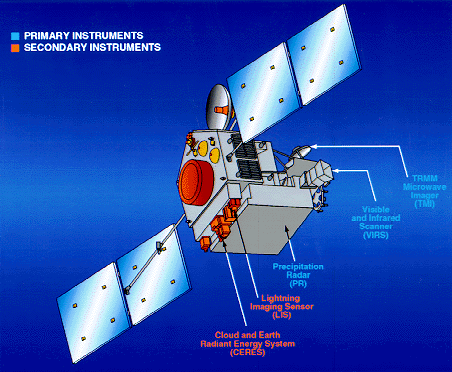
Schéma du satellite.

### Instruments scientifiques

#### Radar de précipitations PR

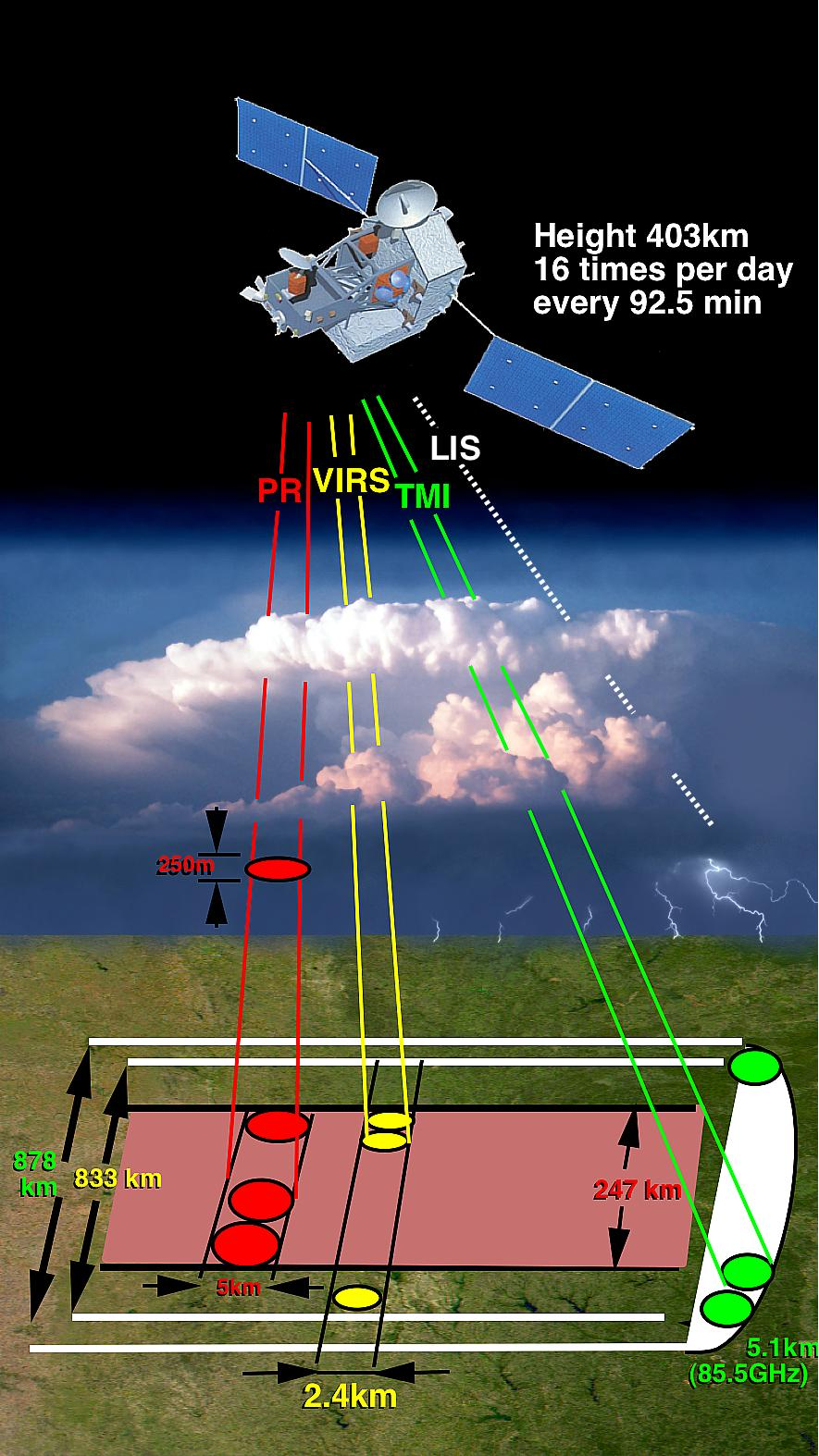
Schéma montrant la taille et la position des régions observées par les différents instruments.

Le radar météorologique PR (Precipitation Radar) est le premier instrument de ce type à être envoyé dans l'espace afin de produire des cartes en trois dimensions des tempêtes tropicales. Les données obtenues montrent la structure des précipitations dans les nuages, le type, l'étendue verticale de ces précipitations et la hauteur du point de congélation en déterminant le niveau de la bande brillante. Ces informations sont prises en plusieurs pas de temps de telle sorte qu'en appliquant l'équation de continuité de masse, on peut déduire les échanges de chaleurs, la température et l'humidité dans l'atmosphère et introduire ces données dans les modèles de prévision numérique du temps.

#### Imageur micro-ondes TMI
L'imageur du TRMM est un récepteur passif des micro-ondes émises par l'atmosphère et les nuages. TMI (TRMM Microwave Imager) est spécialement conçu afin de pouvoir estimer les quantités de pluie sur de larges surfaces sondées par le satellite. Les faibles quantités d'énergie dans le domaine micro-ondes sont en effet reliées à l'émission des molécules d'eau et donc au contenu en vapeur d'eau, précipitation et nuages. C'est un instrument de petite dimension, utilisant peu d'énergie pour fonctionner et donnant des informations sur une grande étendue. Ce type d'instrument équipe les satellites météorologiques depuis fort longtemps et constitue le principal instrument de TRMM.

#### Capteur dans le visible et l'infrarouge VIRS
Comme dans tous les satellites météorologiques, TRMM utilise un groupe de capteurs dans le domaine visible et infrarouge qui est baptisé VIRS (Visible Infrared Scanner). Ceux-ci font partie de la panoplie de capteurs pour estimer les précipitations. Ces capteurs sont sensibles à cinq gammes de longueurs d'onde, entre 0,63 à 12 micromètres, émises par la Terre et son atmosphère. Ces capteurs utilisés conjointement permettent de délimiter les zones nuageuses et donc celles avec précipitations. L'autre rôle, encore plus important, est d'étalonner les autres instruments du TRMM à partir de comparaison avec les autres satellites météorologiques géostationnaires, comme GOES, et héliosynchrones, comme les TIROS.

#### Capteur de radiation terrestre CERES
Le capteur de radiation terrestre CERES (Clouds and the Earth's Radiant Energy System) mesure l'énergie au sommet de l'atmosphère et estime celle dans les couches en dessous jusqu'à la surface. Utilisant les informations à très grande résolution des autres capteurs, CERES peut extraire les propriétés des nuages, incluant leur base, sommet, couverture du ciel et la grosseur des gouttelettes/cristaux de glace qui les forment. Ceci est important pour comprendre la microphysique des nuages et son influence sur la climatologie afin d'améliorer les modèles de prévision à très long terme.

#### Détecteur de foudre
Le détecteur de foudre LIS (Lightning Imaging Sensor) est un petit instrument très sophistiqué qui mesure les impacts de la foudre dans les tropiques à l'aide d'un capteur optique et d'éléments électroniques permettant de localiser précisément sa position dans un orage. Le champ de vision de cet instrument est suffisant pour pouvoir observer un point particulier de la Terre durant 80 secondes, ce qui assez pour estimer le taux de coups de foudre ce qui est une indication du développement ou de l'affaissement de l'orage.

## Déroulement de la mission
Le 22 août 1997, le satellite d'une valeur de 250 millions de dollars américains est convoyé lors d'un vol direct entre Andrews Air Force Base dans le Maryland et Tanega-shima au Japon par un Lockheed C-5 Galaxy du Air Mobility Command.
TRMM est placé en orbite le 27 novembre 1997 par le lanceur H-II # 6 depuis la base de lancement de Tanegashima. Le lanceur transporte également le satellite technologique japonais ETS-7. TRMM est placé sur une orbite basse quasi circulaire de 350 km d'altitude qui présente une inclinaison relativement faible de 35° par rapport à l'équateur. Cette orbite permet une très grande résolution des données dans la zone des tropiques, tant sur le plan spatial que temporel. Le radar météorologique est activé le 1er décembre mais ce n'est que le 9 décembre que la première image est captée. Le 1er juin 1998, les images archivées commencent à être mises à la disposition du public, d'abord les images de base puis tous les produits. Le 12 septembre 2000, les images en temps presque réel deviennent disponibles.

### Prolongement de la mission
La mission primaire de TRMM s'achève en 2001, mais les deux pays décident de la prolonger car le satellite continue de fournir des données sans équivalent pour la recherche climatique et les prévisions météorologiques. Pour allonger sa durée de vie son altitude est rehaussée de 350 à 400 km le 7 août 2001 ce qui permet de réduire la traînée créée par l'atmosphère résiduelle : en étant placé à une altitude plus importante, où la densité de l'atmosphère est plus faible, le satellite est moins freiné et peut donc économiser les ergols brûlés pour maintenir l'orbite. Par la suite, la mission est prolongée à plusieurs reprises. En vieillissant le satellite commence à présenter des problèmes de fiabilité. Des problèmes affectant son accumulateur diminuent la quantité d'énergie disponible et les opérateurs décident en mars 2014 d'arrêter l'instrument VIRS. En juillet 2014, TRMM épuise les ergols disponibles pour les corrections d'orbite et en mars 2015 la réserve disponible pour éviter les débris spatiaux et les autres satellites. Désormais l'orbite se dégrade inexorablement. En avril 2015, 17 ans après le lancement, les responsables de TRMM arrêtent le recueil des données et mettent fin à la mission

### Rentrée atmosphérique
Les modélisations effectuées prédisent que le satellite d'un peu plus de 2 tonnes et de la taille d'un gros 4 x 4 doit effectuer sa rentrée atmosphérique vers le 17 juin. Environ 12 pièces de l'engin spatial, représentant environ 4% de la masse, doivent survivre à la destruction et toucher le sol. La probabilité qu'une personne soit touchée par un débris est évaluée à 1/4 000. Depuis le début de l'ère spatiale, personne n'a jamais été touché par un débris spatial,. Le satellite effectue finalement sa rentrée atmosphérique le 16 juin au-dessus de l'océan Indien et les débris non consumés sont engloutis à environ 1 700 km à l'ouest de la côte australienne.

## GPM successeur de la mission TRMM
La mission TRMM démontre le bien fondé d'un satellite utilisant à la fois des instruments actifs et passifs pour mesurer les précipitations au niveau des tropiques. Il met également en évidence les avantages d'une coopération avec les autres satellites pour l'étude des précipitations et  l'importance de disposer d'un satellite placé sur une orbite qui ne soit pas héliosynchrone pour venir compléter les informations fournies par des satellites faisant leur observation systématiquement à la même heure du jour (caractéristique d'un satellite héliosynchrone). Le Japon et les États-Unis décident de poursuivre en 2009 leur coopération en développant ensemble le satellite Global Precipitation Measurement Core Observatory remplaçant de TRMM. Le nouveau satellite dispose de capacités étendues lui permettant de mesurer, contrairement à son prédécesseur, les précipitations de faible intensité (jusqu'à 0,5 mm par heure) ainsi que les chutes de neige, qui prédominent aux latitudes moyennes et hautes. Le satellite Global Precipitation Measurement Core Observatory est lancé le 28 février 2014.

## Résultats scientifiques et opérationnels

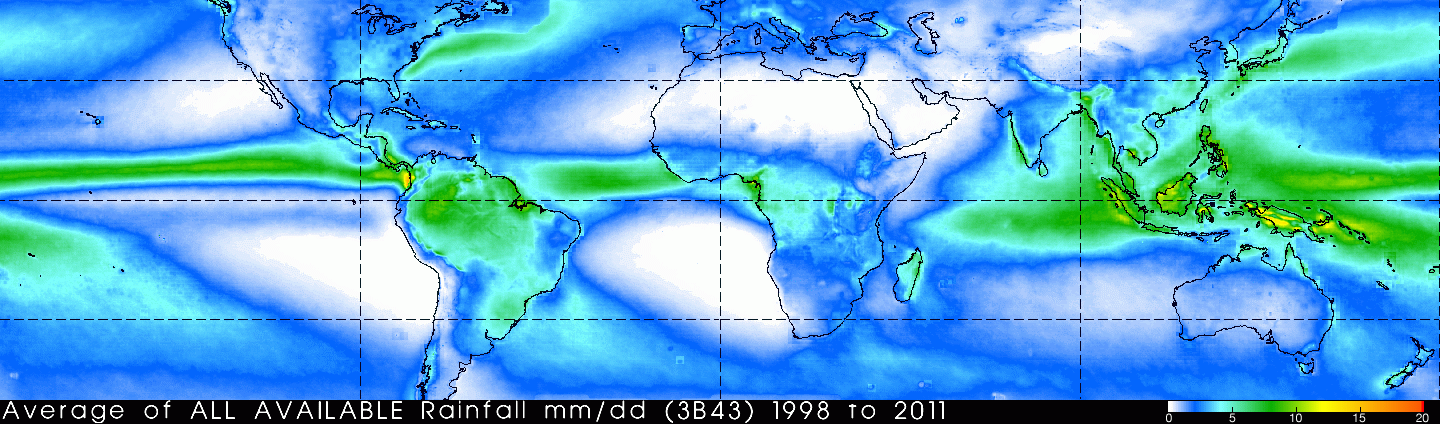
Cumul moyen des précipitations mensuelles mesurées par TRMM et d'autres satellites pour la période comprise entre 1998 et 2011.

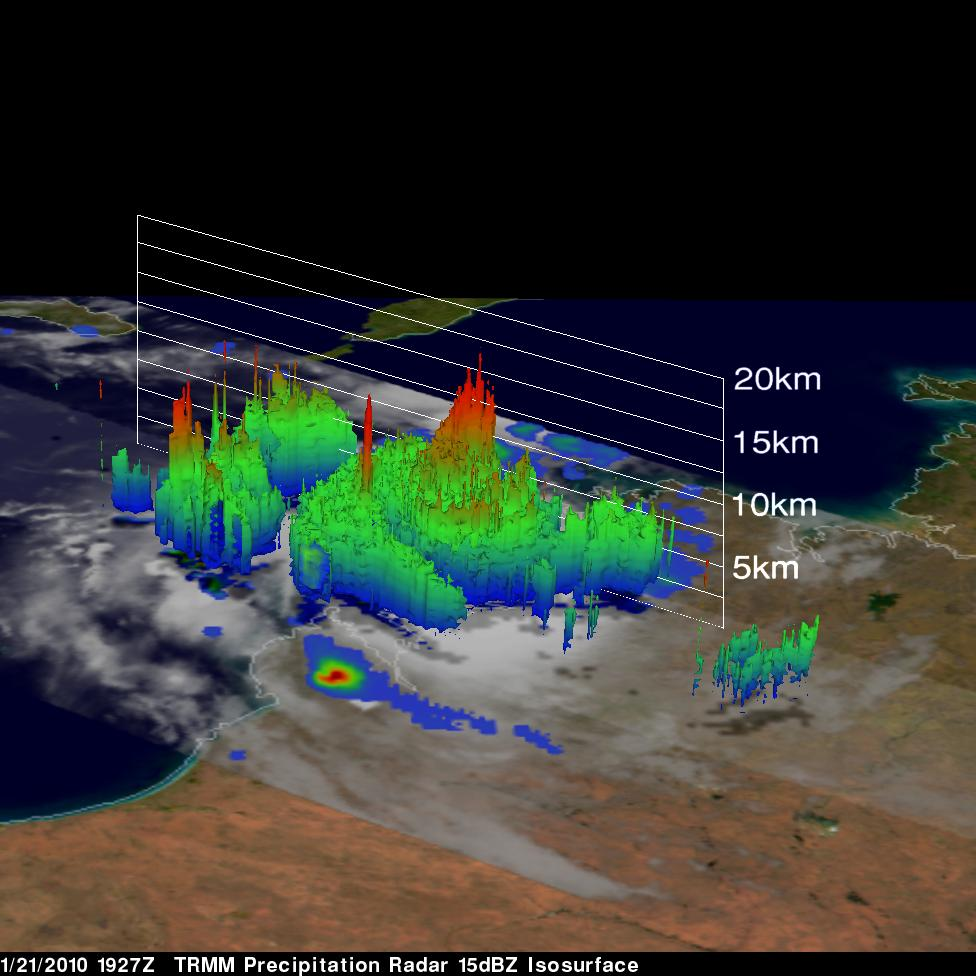
Image obtenue à partir des données fournies par le radar et l'instrument TMI montrant l'intensité des orages près de l'œil du cyclone Magda sur la côte nord-ouest de l'Australie le 21 janvier 2010.

TRMM remplit ses objectifs scientifiques :
- Il permet d'obtenir des séries longues sur les précipitations tropicales et sur les cycles inter-annuel et diurne. Il fournit des informations nouvelles et fondamentales sur les systèmes climatiques tropicaux et subtropicaux.
- Dans le domaine de la recherche appliquée, il fournit notamment de nombreuses informations sur les processus physiques à l'œuvre à une échelle fine que ce soit sur la formation des précipitations tropicales ou sur l'évolution de la structure fine des cyclones et des typhons. Il permet également d'étalonner les mesures effectuées par les instruments d'autres satellites.

TRMM fournit à compter de 1998 des informations en quasi temps réel permettant de surveiller et prévoir l'évolution des cyclones, estimer les précipitations et plus généralement de prédire le temps. Les données utilisées sont essentiellement celles fournies par l'instrument TMI. Les données de TRMM sont utilisées par de nombreux organismes américains, japonais mais également d'autres pays.